# Bluesroads Festival
Bluesroads Festival – studencki festiwal muzyki bluesowej odbywający się od 2010 roku w Krakowie.
Bluesroads to jedyny w Europie festiwal studencki poświęcony w całości bluesowi. Impreza odbywa się corocznie w maju. Składają się na nią koncerty, przeglądy, warsztaty muzyczne, wykłady oraz wystawy. Wstęp na wszystkie wydarzenia festiwalowe jest bezpłatny.
Ważnymi punktami festiwalowymi są Klub Studencki Żaczek, Harris Piano Jazz Bar i Kornet Live Music Club, gdzie odbywa się większość koncertów, a także Instytut Psychologii UJ i Wyższa Szkoła Europejska im. ks. J. Tischnera, które udostępniają swoje sale na prowadzenie warsztatów i prelekcji.
Wśród artystów, którzy występowali na festiwalu byli m.in. Stan Breckenridge, Guy Davis, Keith Dunn, Emade, Fisz, Bartosz Łęczycki, Natalia Przybysz i Wojciech Waglewski. Poza prezentacją znanych muzyków, podczas każdej edycji Bluesroads odbywa się Przegląd Zespołów Bluesowych, przeznaczony dla młodych formacji. Zwycięski zespół otrzymuje możliwość odbycia trasy koncertowej, sfinansowanie nagrania i wydania EP, nagrania klipu wideo oraz zaproszenia do występów na innych imprezach bluesowych w Polsce. W przeglądzie mogą brać udział grupy, które nie wydały jeszcze płyty w profesjonalnej wytwórni i w których składzie jest co najmniej jeden student lub osoba poniżej 26. roku życia.
Patronem festiwalu przez cztery lata był Jarosław Śmietana. Od 2014 roku Bluesroads patronuje Wojciech Waglewski.
Pomysłodawcą i dyrektorem Bluesroads od jego pierwszej edycji jest Bartosz Stawiarz. Organizatorem głównym Festiwalu jest Fundacja Studentów i Absolwentów Uniwersytetu Jagiellońskiego "Bratniak". Imprezę współorganizują także Konsulat Generalny USA w Krakowie oraz Samorząd Studentów UJ.